# Rhytiphora pedicornis
Rhytiphora pedicornis är en skalbaggsart som först beskrevs av Johan Christian Fabricius 1775.
Rhytiphora pedicornis ingår i släktet Rhytiphora och familjen långhorningar. Inga underarter finns listade i Catalogue of Life.